# ノルウェージャンフォレストキャット
ノルウェージャンフォレストキャット（英: Norwegian Forest Cat/諾: Norsk skogkatt）は、ネコの品種のひとつである。原産はノルウェー、スカンディナヴィア半島を中心とした北欧で、非常に寒冷な気候にも適応する長毛種。

## 概要
ノルウェーではよく知られた存在で、スコグカッテル“Skogkatter”もしくはスコウカッテル“Skaukatter”と呼ばれている。“skog”と“skau”はどちらも「森」に対する言葉で、ノルウェーの方言によって語の形が異なる。また、このネコについてよく知る人は特性から、「ノルウェーの森林ネコ」の意味のノシュク・スコグカット“Norsk Skogkatt”と呼ぶ。
原産地域の寒冷気候への自然適合として起こった非常に古い種類の猫である。「メインクーンと長毛種のマン島の猫の先祖である」「人間がトルコから運んできたターキッシュアンゴラと地元のショートヘアーの交配により誕生した」等の説がある。

## 歴史

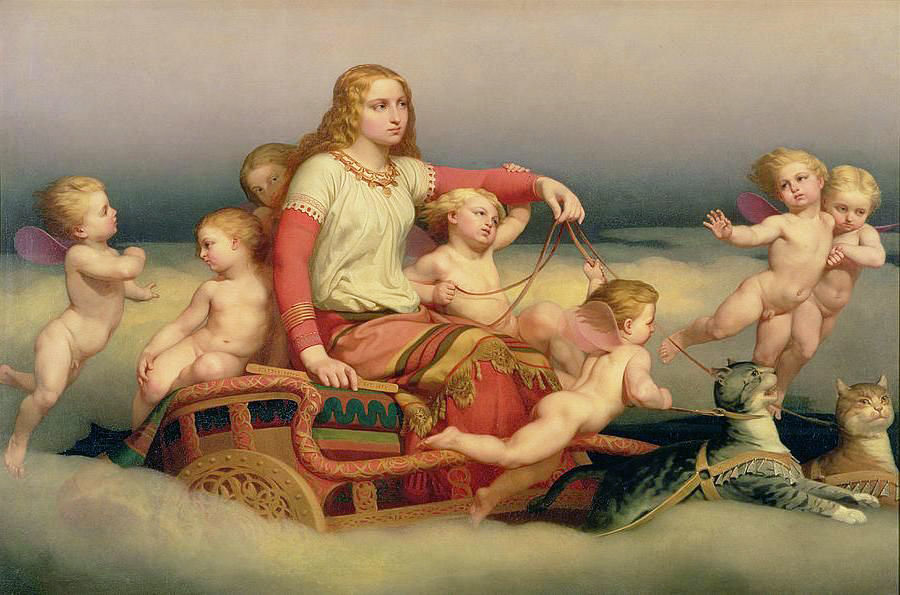
女神フレイヤと牽引する二頭のネコ

神話に登場するネコの伝説として、雷神トールでさえ持ち上げる事のできなかったネコの話や、女神フレイヤが車を牽かせるために二頭のネコを用いた話があり、これらのモチーフとして考えられているのがノルウェージャンフォレストキャットである。
これらの逸話は、どちらも体躯の大きさをモチーフとしているように、ノルウェーの厳しい寒さの中で生きていくために厚い被毛を持つ大きな身体へと発達した。雪原を歩くために指の間にタフトを蓄え、これらはかんじきのような役割を果たす。
ノルウェーで広く愛されており、1930年代までは品種としての認識ではなく、普通の飼い猫という認識だった。
少数のスコウキャッターにより、ドイツのショーに出陳されるなどされていた。
その後第二次世界大戦を契機とし、小規模だったノルウェーのキャットショー業界では頭数の減少が問題となった。
これをうけて1970年代に頭数の確保に対する意識が高まり、1979年にアメリカへ渡り、1984年に正式に品種として公認されて世界へ向けて発信されるものとなった。

## 体格

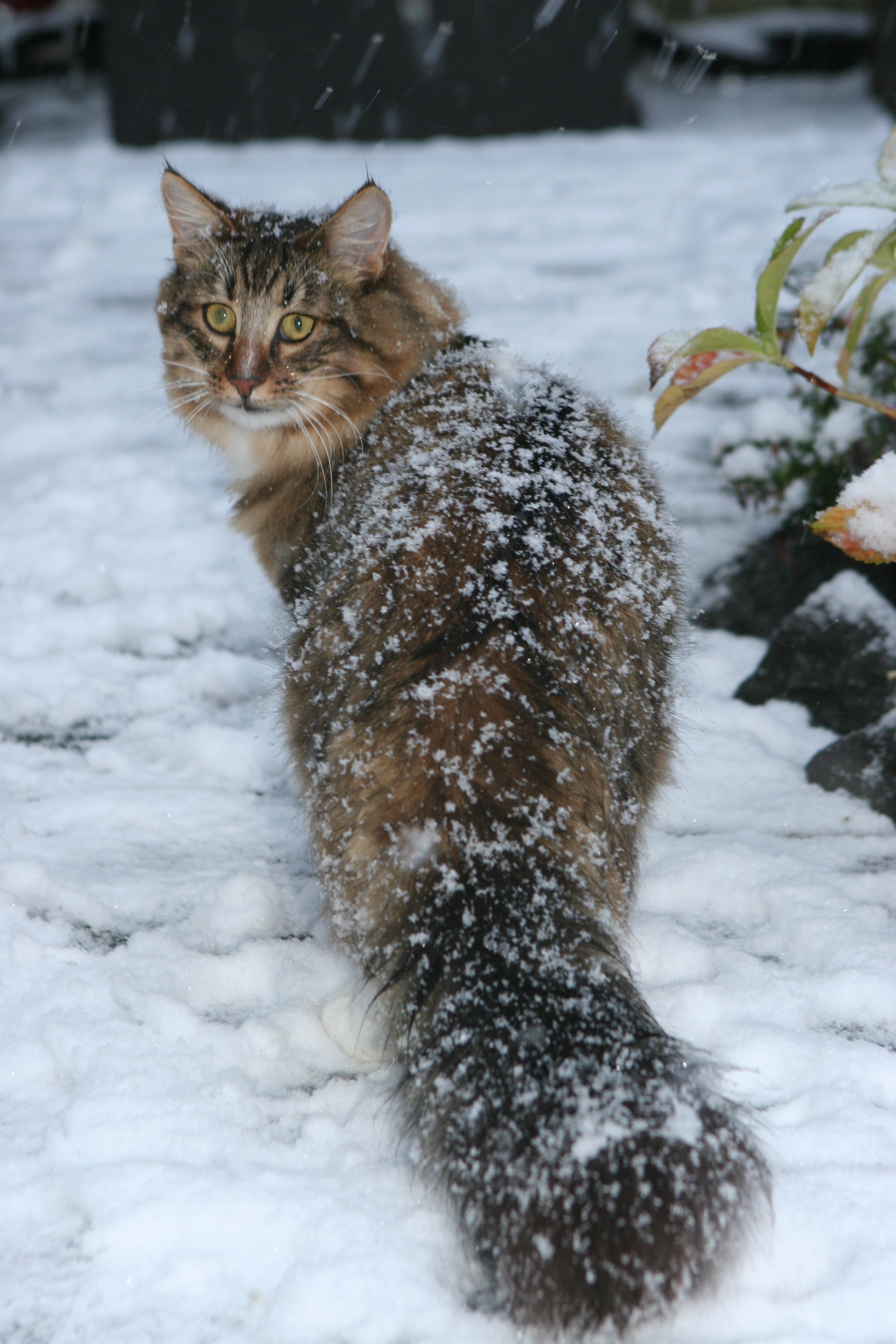
雪上のノルウェージャンフォレストキャット

ノルウェージャンフォレストキャットの毛皮は、寒さから保護するために厚手でふわふわとした二層状になっており、タフトのある耳と基部が太く、先細りの尾は長い被毛に覆われている。彼らのトーティシェル（サビ）・キャリコ（三毛）などの毛色の毛皮は、その外層が粗く内層の密度が高いために基本的に水を通さない仕組みである。
オスの大きな個体は8.5kgほどにもなる大型種で、四肢は太くがっしりとした体格。元々、厳しい自然環境の中で生息していたこともあり、環境への順応性も高く、丈夫な猫種とされる。成長速度はゆっくりで、完全に成熟するまでに最長で5年ほどかかる。
彼らは人間との交流を楽しむ、非常に知的で遊び好きな猫である。彼らの愛称の「ウェジー」“Wegie”は、英語の言葉を短縮された言葉で、アメリカで呼ばれたことが発祥である。

## 性格
ノルウェージャンフォレストキャットは、メインクーンの様に知的で強く、お茶目な品種である。 寒冷な環境によく適し、高貴なハンターの面を持つ。 また、屋外を非常に好み、人とじゃれあうことを非常に楽しむ。
他の飼い猫と交流を持つと、ときどきそこへ行く。非常に忍耐強く、簡単な圧迫に屈さない。ただし寂しがり屋の側面も持つため、長時間の外出などには注意を払う必要がある。
屋外の彼らは木によじ登ぼることで高い視点から周囲を理解する。また、木に登ること自体も楽しむ。屋内では本棚や家電製品などの高いところに上ることに得てして興味を示し、こうした屋内での行為は、野性の名残であり、また、家の中での自身の地位をアピールするためのものと考えられている。

## 成長過程
|       |     |       |       |       |       |       |
| 1日目 | 1週 | 3ヶ月 | 4ヶ月 | 8ヶ月 | 1年弱 | 1年半 |

## ギャラリー

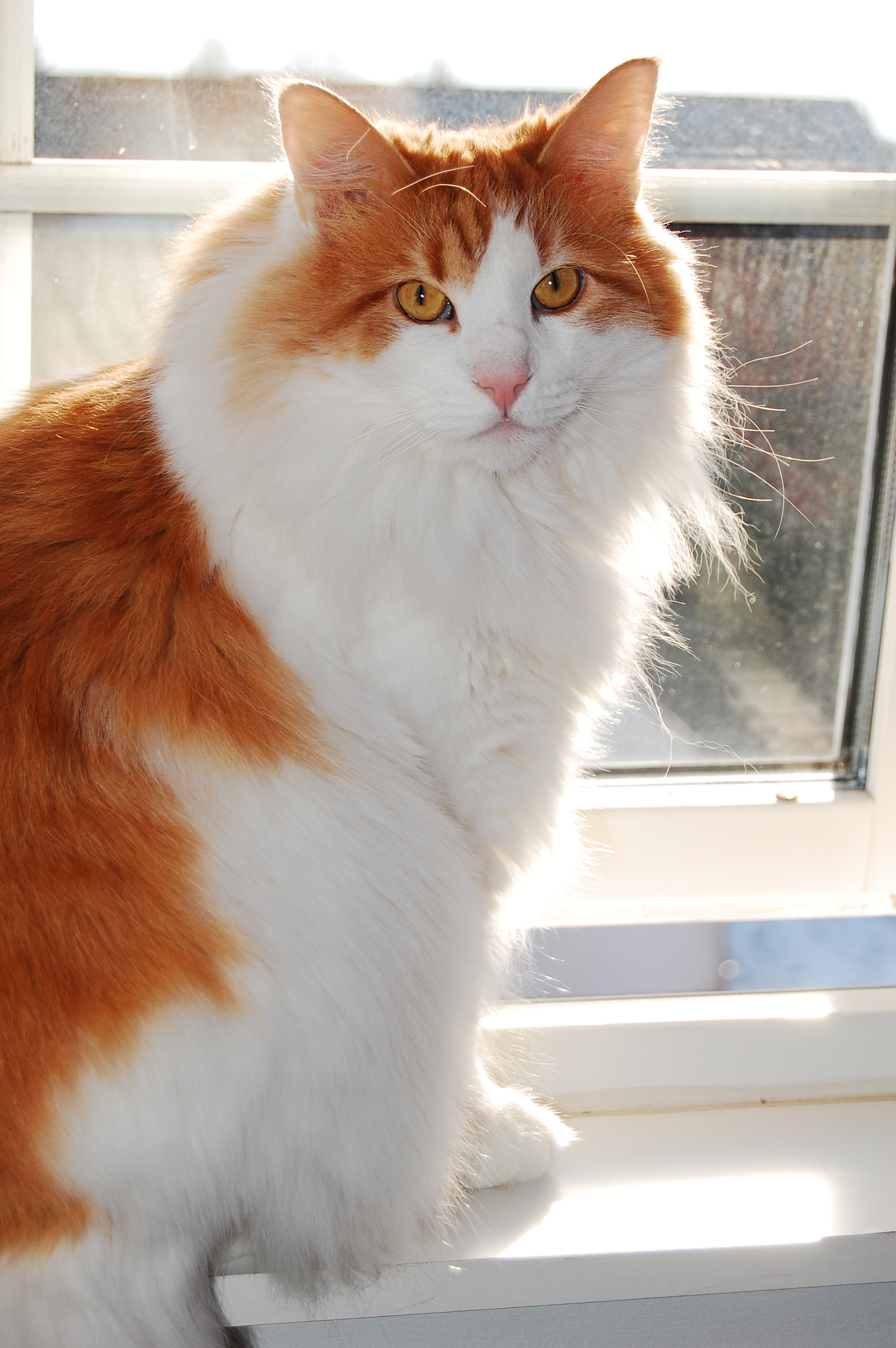
Red-Tabby with white NFO
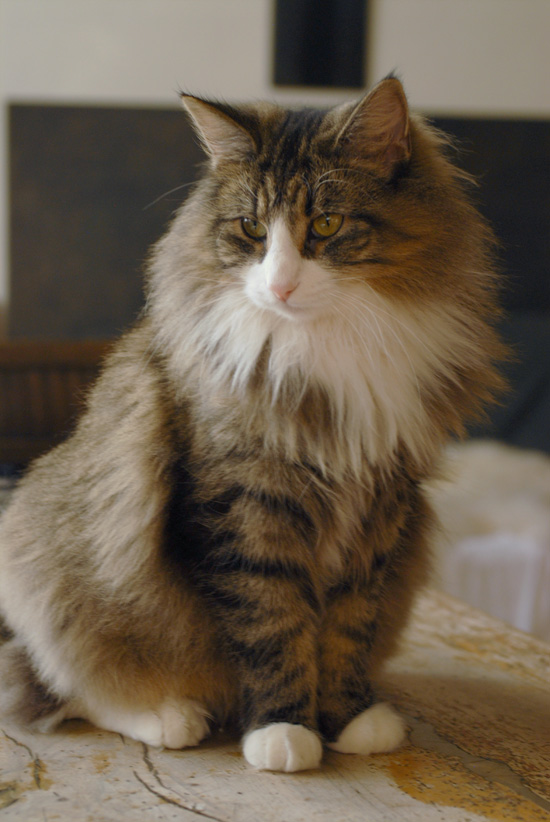
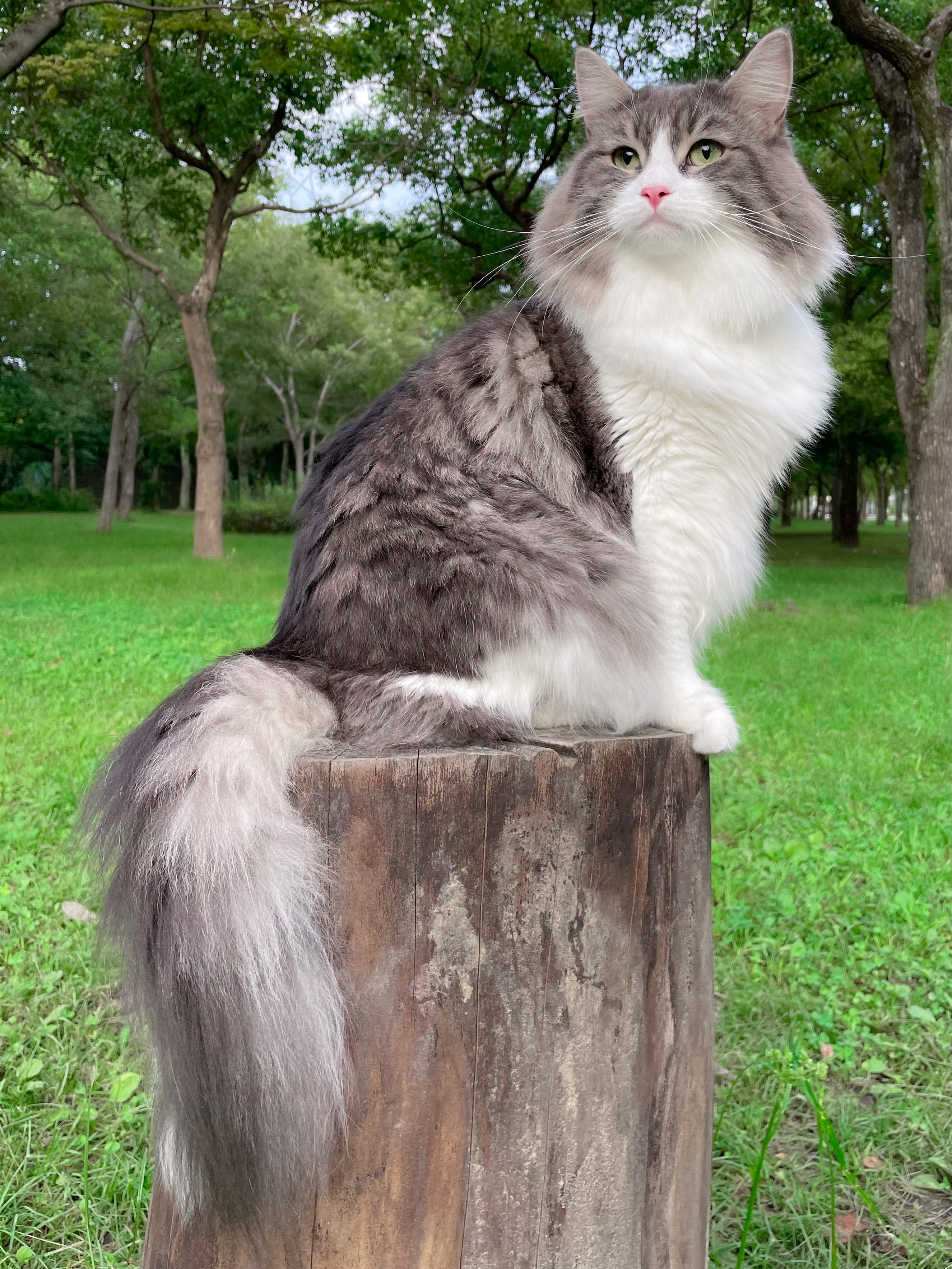
森にいるノルウェージャンフォレストキャット
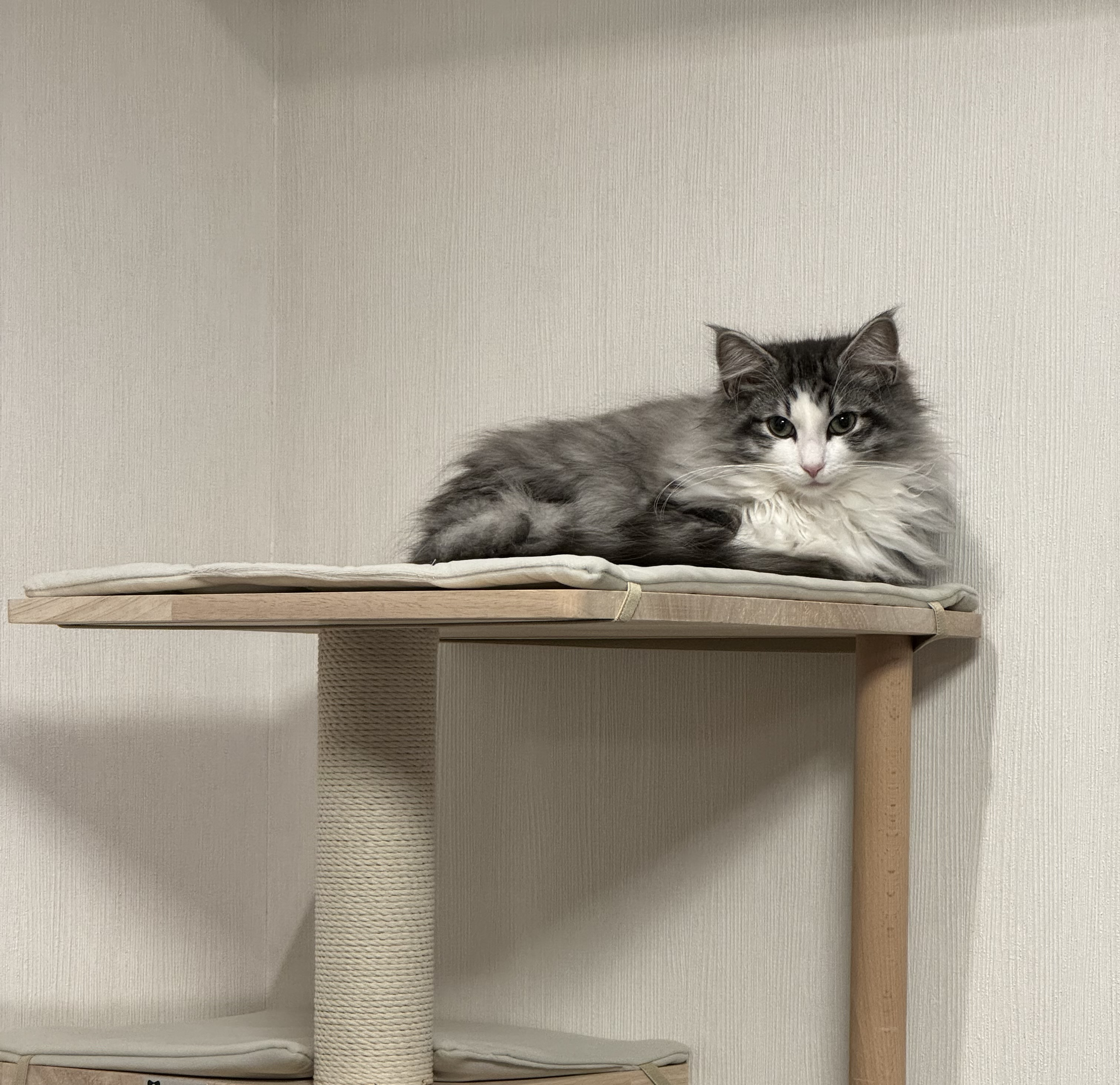
屋内で高所を好むノルウェージャンフォレストキャット
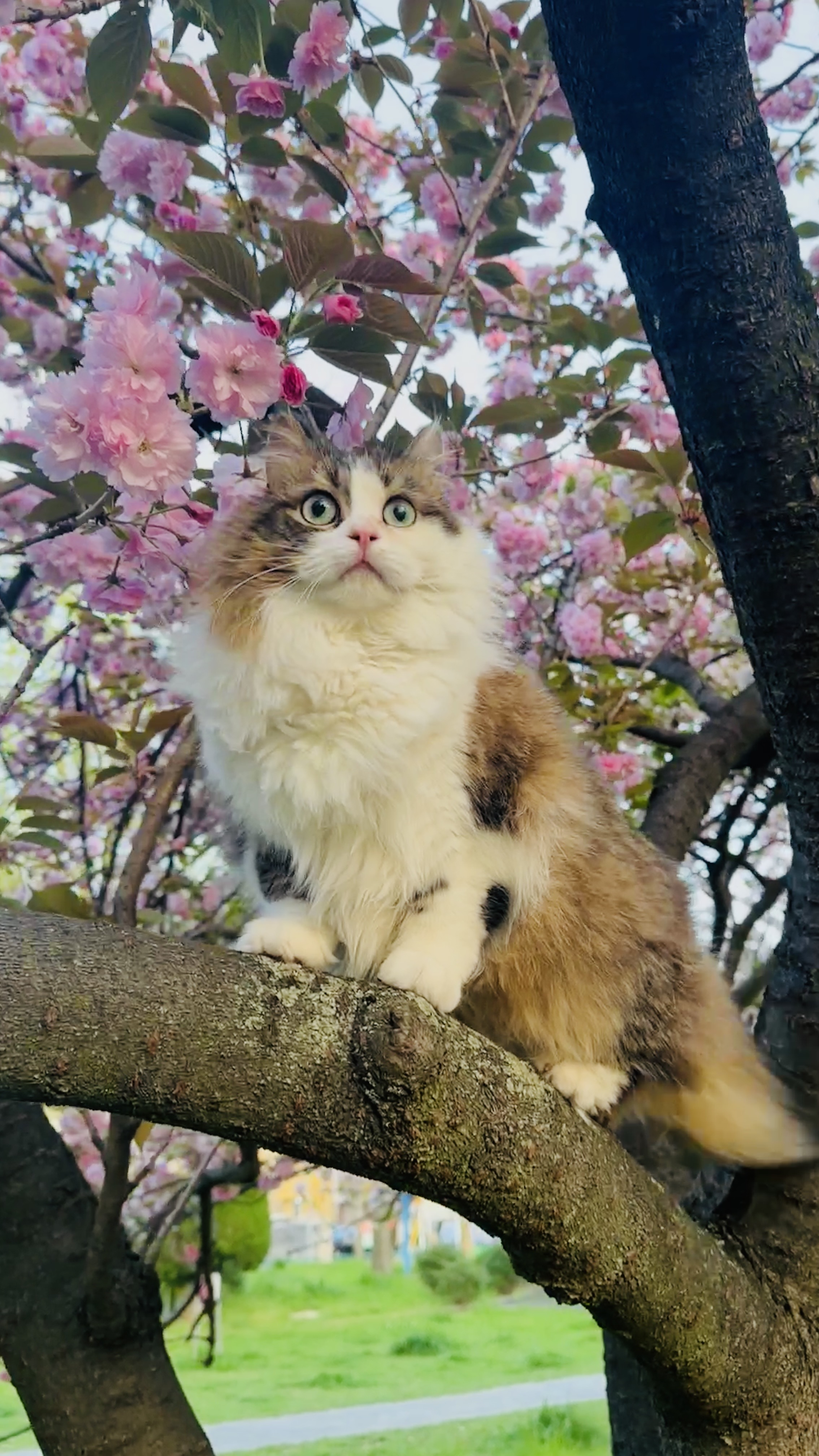
枝に寝そべっているノルウェージャンフォレストキャット